# Daniel Florence O’Leary

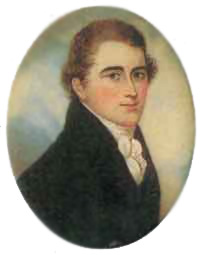
Daniel Florence O’Leary

Daniel Florence O’Leary (* 1801 in Cork; † 24. Februar 1854 in Santa Fé de Bogotá) war ein irischer General und britischer Diplomat in Kolumbien.

## Leben
Daniel Florence O’Leary war ein irischer General, der sich an den südamerikanischen Unabhängigkeitskriegen beteiligte. Er war Ordonnanzoffizier von Simón Bolívar.
Er gewann die Wertschätzung von Bolivar und spielte eine Schlüsselrolle in dessen militärischer und politischer Strategie. Im September 1829 wurde José María Córdova abtrünnig. Bolivar entsandte O’Leary mit einer Streitmacht nach Antioquia. In der Schlacht von El Santurario am 17. Oktober 1829 wurde Córdova tödlich verletzt.
O’Learys Autobiografie gibt Aufschluss über die Zeit der Unabhängigkeitskriege in Südamerika.
Er starb in Kolumbien, wurde von der venezolanischen Regierung nach Caracas überführt, wo er in einem Pantheon beigesetzt wurde.

## Veröffentlichung
- Memorias del General Daniel Florencio O’Leary: publicadas por su hijo Simón Bolivar O’Leary, por orden del gobierno de Venezuela; Caracas; Imprenta de la "Gaceta Oficial"; 1879–1888.